# Narcissus (Athlet)
Narcissus († 193) war ein römischer Athlet. Er stand in den Diensten des römischen Kaisers Commodus und tötete diesen am 31. Dezember des Jahres 192 im Auftrag einer Gruppe von Verschwörern, zu der die kaiserliche Konkubine Marcia und der Prätorianerpräfekt Quintus Aemilius Laetus gehörten. Er erdrosselte ihn mit einer Schnur während eines Aufenthaltes im Bad. Narcissus wurde im folgenden Jahr auf Geheiß des neuen Kaisers Septimius Severus von Raubtieren in der Arena getötet.